# Actinote alla
Actinote alla är en fjärilsart som beskrevs av Jordan 1910. Actinote alla ingår i släktet Actinote och familjen praktfjärilar. Inga underarter finns listade i Catalogue of Life.